# Rekombinantní DNA technologie

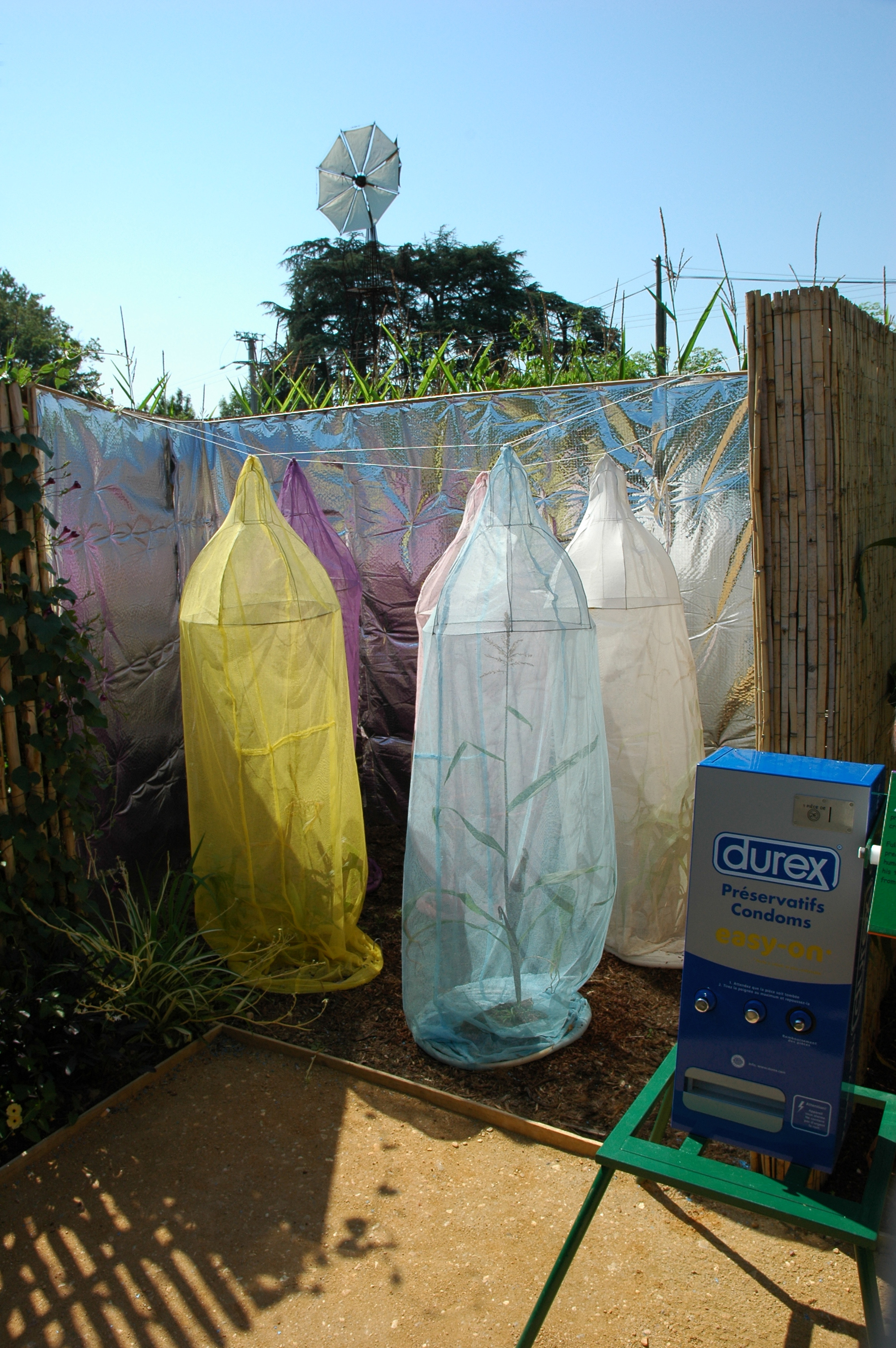
Pokusné pěstování geneticky modifikovaných rostlin ve Francii

Rekombinantní DNA technologie (někdy obráceně technologie rekombinantní DNA) je v genovém inženýrství postup, při kterém se z buněk izolují jednoduché geny a ty se pak zavádějí zpět do buněk stejného nebo odlišného druhu organismu.
Rekombinantní DNA technologie není jeden konkrétní postup – jde o společné označení biotechnologických postupů, které takto umožňují vytvářet nové kombinace molekul deoxyribonukleových kyselin (DNA), které se v přirozeném organismu společně nevyskytují.

## Použití

### Genová terapie
Rekombinantní DNA technologie se používá např. v genové terapii, kde se lékaři pokoušejí o nahrazení chybné funkce mutované části genu tak, že jej nahradí jeho funkční kopií.

### Genetická modifikace
Významné použití je i při přípravě geneticky modifikovaných organismů. Typickým příkladem je modifikovaná kukuřice (označovaná jako MON 810), do které byla vložena dědičná informace z bakterie Bacillus thuringiensis. Rostlina pak produkuje tzv. Bt-toxin, který je jedovatý pro její hlavní škůdce – larvy některých motýlů a můr – ale je neškodný pro ostatní hmyz a jiné živočichy.
Další typickou geneticky modifikovanou rostlinou je sója. Odhaduje se, že až 65% produkce je získáno z transgenních – tedy modifikovaných – kultivarů. Ne všechny však byly vytvořeny technologií rekombinantní DNA.
Genetická modifikace se však používá i pro produkci průmyslových plodin – např. bavlníku. Modifikovaná rostlina i zde produkuje Bt-toxin, který je jedovatý pro její škůdce – larvy můry šedavky kukuřičné.